# Cupid Through Padlocks
Cupid Through Padlocks è un cortometraggio muto del 1912 diretto da Allan Dwan. Prodotto dall'American Film Manufacturing Company, il film era interpretato da J. Warren Kerrigan, Pauline Bush e Marshall Neilan. Distribuito dalla Film Supply Company, uscì in sala il 6 giugno 1912.

## Produzione
Il film fu prodotto dalla Flying A (American Film Manufacturing Company).

## Distribuzione
Distribuito dalla Film Supply Company, il film - un cortometraggio in una bobina - uscì nelle sale cinematografiche statunitensi il 6 giugno 1912.